# Società Sportiva Calcio Palermo 1974-1975
Questa voce raccoglie le informazioni riguardanti la Società Sportiva Calcio Palermo nelle competizioni ufficiali della stagione 1974-1975.

## Stagione
Ancora sotto la guida dell'allenatore Corrado Viciani, rispetto all'annata precedente il Palermo esce subito dalla Coppa Italia, già al primo turno tra i gironi: nel proprio raggruppamento aveva totalizzato una vittoria e tre sconfitte in quattro partite; al secondo anno di fila in Serie B i rosanero, principalmente in corsa per un ritorno in Serie A, subiscono una sconfitta a dir poco decisiva, in uno scontro diretto all'ultima giornata con il Catanzaro, che in seguito avrà la possibilità di giocare uno spareggio promozione terminato però a sfavore.

## Rosa
| N. |                   | Ruolo | Calciatore        |
| -- | ----------------- | ----- | ----------------- |
|    | Italia (bandiera) | P     | Angelo Bellavia   |
|    | Italia (bandiera) | P     | Antonino Trapani  |
|    | Italia (bandiera) | P     | Giuseppe Spalazzi |
|    | Italia (bandiera) | D     | Giacomo Vianello  |
|    | Italia (bandiera) | D     | Alessandro Zanin  |
|    | Italia (bandiera) | D     | Paolo Viganò      |
|    | Italia (bandiera) | D     | Salvatore Vullo   |
|    | Italia (bandiera) | D     | Gaetano Longo     |
|    | Italia (bandiera) | C     | Valerio Majo      |
|    | Italia (bandiera) | C     | Dario Pighin      |

| N. |                   | Ruolo | Calciatore         |
| -- | ----------------- | ----- | ------------------ |
|    | Italia (bandiera) | C     | Arturo Ballabio    |
|    | Italia (bandiera) | C     | Aldo Cerantola     |
|    | Italia (bandiera) | C     | Erminio Favalli    |
|    | Italia (bandiera) | C     | Sandro Vanello     |
|    | Italia (bandiera) | C     | Fiorino Pepe       |
|    | Italia (bandiera) | C     | Paolo Chirco       |
|    | Italia (bandiera) | A     | Ariedo Braida      |
|    | Italia (bandiera) | A     | Lorenzo Barlassina |
|    | Italia (bandiera) | A     | Giacomo La Rosa    |
|    | Italia (bandiera) | A     | Giorgio Barbana    |

## Risultati

### Serie B

#### Girone di andata
| 29 settembre 1974 1ª giornata | Pescara | 1 – 1 referto | Palermo |  |

| 6 ottobre 1974 2ª giornata | Palermo | 1 – 1 referto | Atalanta |  |

| 13 ottobre 1974 3ª giornata | Como | 0 – 0 referto | Palermo |  |

| 20 ottobre 1974 4ª giornata | Genoa | 2 – 0 referto | Palermo |  |

| 27 ottobre 1974 5ª giornata | Palermo | 1 – 2 referto | Verona |  |

| Arbitro: | Lenardon (Siena) |

|              |           |                |
| Bertuzzo 55’ | Marcatori | 83’ Barlassina |

| 10 novembre 1974 7ª giornata | Palermo | 1 – 0 referto | Foggia |  |

| 17 novembre 1974 8ª giornata | Palermo | 1 – 0 referto | Parma |  |

| 24 novembre 1974 9ª giornata | Perugia | 2 – 0 referto | Palermo |  |

| 1º dicembre 1974 10ª giornata | Palermo | 2 – 0 referto | SPAL |  |

| 8 dicembre 1974 11ª giornata | Sambenedettese | 1 – 0 referto | Palermo |  |

| 15 dicembre 1974 12ª giornata | Brindisi | 1 – 1 referto | Palermo |  |

| Arbitro: | Governa (Alessandria) |

|                         |           |  |
| Braida 88’ Ballabio 89’ | Marcatori |  |

| 5 gennaio 1975 14ª giornata | Novara | 0 – 0 referto | Palermo |  |

| 12 gennaio 1975 15ª giornata | Palermo | 2 – 0 referto | Avellino |  |

| 19 gennaio 1975 16ª giornata | Alessandria | 0 – 0 referto | Palermo |  |

| 26 gennaio 1975 17ª giornata | Palermo | 1 – 0 referto | Arezzo |  |

| 2 febbraio 1975 18ª giornata | Taranto | 1 – 2 referto | Palermo |  |

| 14 settembre 1947 19ª giornata | Palermo | 0 – 0 referto | Catanzaro |  |

#### Girone di ritorno
| 16 febbraio 1975 20ª giornata | Palermo | 1 – 0 referto | Pescara |  |

| 23 febbraio 1975 21ª giornata | Atalanta | 0 – 0 referto | Palermo |  |

| 2 marzo 1975 22ª giornata | Palermo | 1 – 0 referto | Como |  |

| 9 marzo 1975 23ª giornata | Palermo | 0 – 0 referto | Genoa |  |

| 16 marzo 1975 24ª giornata | Verona | 0 – 0 referto | Palermo |  |

| Arbitro: | Benedetti (Roma) |

|                  |           |  |
| Cagni 11’ (aut.) | Marcatori |  |

| 30 marzo 1975 26ª giornata | Foggia | 0 – 0 referto | Palermo |  |

| 6 aprile 1975 27ª giornata | Parma | 2 – 1 referto | Palermo |  |

| 13 aprile 1975 28ª giornata | Palermo | 0 – 0 referto | Perugia |  |

| 20 aprile 1975 29ª giornata | SPAL | 2 – 2 referto | Palermo |  |

| 27 aprile 1975 30ª giornata | Palermo | 3 – 1 referto | Sambenedettese |  |

| 4 maggio 1975 31ª giornata | Palermo | 0 – 1 referto | Brindisi |  |

| Arbitro: | Menicucci (Firenze) |

|                          |           |                       |
| Parlanti 56’ Beccati 64’ | Marcatori | 12’ Majo 23’ Ballabio |

| 18 maggio 1975 33ª giornata | Palermo | 1 – 1 referto | Novara |  |

| 25 maggio 1975 34ª giornata | Avellino | 0 – 1 referto | Palermo |  |

| 1º giugno 1975 35ª giornata | Palermo | 2 – 1 referto | Alessandria |  |

| 8 giugno 1975 36ª giornata | Arezzo | 2 – 0 referto | Palermo |  |

| 15 giugno 1975 37ª giornata | Palermo | 0 – 0 referto | Taranto |  |

| 22 giugno 1975 38ª giornata | Catanzaro | 1 – 0 referto | Palermo |  |

### Coppa Italia
| Arbitro: | Levrero (Genova) |

|                  |           |  |
| Merlo 38’ (rig.) | Marcatori |  |

| Arbitro: | Falasca (Chieti) |

|                                  |           |  |
| Majo 30’ Pepe 67’ Barlassina 89’ | Marcatori |  |

| Arbitro: | Prati (Parma) |

|  |           |             |
|  | Marcatori | 27’ Petrini |

| Arbitro: | Barbaresco (Cormons) |

|               |           |  |
| Fumagalli 16’ | Marcatori |  |

## Statistiche

### Statistiche di squadra
| Competizione | Punti | In casa | In casa | In casa | In casa | In casa | In casa | In trasferta | In trasferta | In trasferta | In trasferta | In trasferta | In trasferta | Totale | Totale | Totale | Totale | Totale | Totale | DR |
| Competizione | Punti | G       | V       | N       | P       | Gf      | Gs      | G            | V            | N            | P            | Gf           | Gs           | G      | V      | N      | P      | Gf     | Gs     | DR |
| ------------ | ----- | ------- | ------- | ------- | ------- | ------- | ------- | ------------ | ------------ | ------------ | ------------ | ------------ | ------------ | ------ | ------ | ------ | ------ | ------ | ------ | -- |
| Serie B      | 43    | 19      | 11      | 6       | 2       | 20      | 7       | 19           | 2            | 11           | 6            | 11           | 18           | 38     | 13     | 17     | 8      | 31     | 25     | +6 |
| Coppa Italia | -     | 2       | 1       | 0       | 1       | 3       | 1       | 2            | 0            | 0            | 2            | 0            | 2            | 4      | 1      | 0      | 2      | 3      | 3      | 0  |
| Totale       | -     | 21      | 12      | 6       | 3       | 23      | 8       | 21           | 2            | 11           | 8            | 11           | 20           | 42     | 14     | 17     | 10     | 34     | 38     | +6 |

### Statistiche dei giocatori
| Giocatore     | Serie B  | Serie B | Coppa Italia | Coppa Italia | Totale   | Totale |
| Giocatore     | Presenze | Reti    | Presenze     | Reti         | Presenze | Reti   |
| ------------- | -------- | ------- | ------------ | ------------ | -------- | ------ |
| A. Ballabio   | 25       | 2       | 3            | 0            | 28       | 2      |
| G. Barbana    | 30       | 7       | 4            | 0            | 34       | 7      |
| L. Barlassina | 36       | 2       | 4            | 1            | 40       | 3      |
| A. Bellavia   | 5        | -6      | 2            | -2           | 7        | -8     |
| A. Braida     | 32       | 6       | 2            | 0            | 34       | 6      |
| A. Cerantola  | 7        | 0       | 4            | 0            | 11       | 0      |
| P. Chirco     | 6        | 0       | 0            | 0            | 6        | 0      |
| E. Favalli    | 30       | 0       | 4            | 0            | 34       | 0      |
| G. La Rosa    | 22       | 6       | 3            | 0            | 25       | 6      |
| G. Longo      | 1        | 0       | 0            | 0            | 1        | 0      |
| V. Majo       | 30       | 1       | 3            | 1            | 33       | 2      |
| F. Pepe       | 36       | 0       | 3            | 1            | 39       | 1      |
| D. Pighin     | 36       | 0       | 3            | 0            | 39       | 0      |
| A. Trapani    | 33       | -19     | 0            | -0           | 33       | -19    |
| G. Spalazzi   | 0        | -0      | 2            | -1           | 2        | -1     |
| S. Vanello    | 35       | 6       | 4            | 0            | 39       | 6      |
| G. Vianello   | 34       | 0       | 4            | 0            | 38       | 0      |
| P. Viganò     | 32       | 0       | 4            | 0            | 36       | 0      |
| S. Vullo      | 7        | 0       | 0            | 0            | 7        | 0      |
| A. Zanin      | 19       | 0       | 2            | 0            | 21       | 0      |